# Geoffrey Hughes
Geoffrey Hughes (2 de fevereiro de 1944 - 27 de julho de 2012) é um ator britânico.
Com uma longa lista de aparições em filmes e também na TV, Hughes é bastante conhecido por seus papéis secundários nas populares novelas do Reino Unido. Ele interpretou Vernon Scripps na série britânica Heartbeat (2001-2004, 2007); Twiggy em The Royle Family, uma popular série de comédia (1998-2000, 2006, 2008); Onslow no sitcom Keeping Up Appearances (1990-1995) e também Eddie Yeats na novela Coronation Street (1974-1983).

## Papéis na Televisão
| Ano                      | Nome                                                  | Papel          |
| ------------------------ | ----------------------------------------------------- | -------------- |
| 1969                     | Curry & Chips                                         | Dick           |
| 1974–1983                | Coronation Street                                     | Eddie Yeats    |
| 1985                     | The Bright Side                                       | Mr. Lithgow    |
| 1986                     | Doctor Who - The Trial of a Time Lord, partes 13 & 14 | Mr. Popplewick |
| 1990–1995                | Keeping Up Appearances                                | Onslow         |
| 1993                     | I, Lovett                                             | Dirk           |
| 1995                     | The Smiths                                            | Dooley         |
| 1998 a 2000, 2006 & 2008 | The Royle Family                                      | Twiggy         |
| 2001 a 2005 2007         | Heartbeat                                             | Vernon Scripps |
| 2007-2008                | Skins                                                 | Bandy          |
| 2009                     | Skins                                                 | Tio Keith      |

## Vida Pessoal
Fora dos palcos, Hughes tem interesse por vela, golfe, críquete, música, árvores e cerveja. Tendo nascido no sul da cidade, propriamente, ele foi trazido para Liverpool ainda quando criança. Em anos mais recentes, ele superou um câncer de próstata. Atualmente ele reside em Isle of Wight.
Seus interesses musicais incluem folk-rock inglês e ele tem comparecido no Fairport's Cropredy Convention (um festival anual de música) diversas vezes.